# مقاطعة ويلر (نبراسكا)
مقاطعة ويلر (بالإنجليزية: Wheeler County)‏ هي إحدى مقاطعات ولاية نبراسكا في الولايات المتحدة الأمريكية.